# Liste der Nummer-eins-Hits in Dänemark (1999)
Diese Liste enthält alle Nummer-eins-Hits in Dänemark im Jahr 1999. Es gab in diesem Jahr zwölf Nummer-eins-Singles.

## Singles
| ← 1998 ← | Liste der Nummer-eins-Hits in Dänemark | Liste der Nummer-eins-Hits in Dänemark | Liste der Nummer-eins-Hits in Dänemark                                                                             | 2000 →                    |
| \| Zeitraum \| Wo. ges. \| Interpret \| Titel Autor(en) \| Zusätzliche Informationen \| \| (Zeitraum, Wochen auf Platz eins, Interpret, Titel, Autor[en], zusätzliche Informationen) \| \| \| \| \| \| ----------------------------------------------------------------------------------------- \| -------- \| ------------------- \| ------------------------------------------------------------------------------------------------------------------ \| ------------------------- \| \| 10. November 1998 – 17. Januar 1999 10 Wochen \| 10 \| Cher \| Believe Brian Thomas Higgins, Paul Michael Barry, Steve Torch \| – \| \| 18. Januar 1999 – 20. März 1999 8 Wochen \| 8 \| Blå Øjne \| Romeo \| – \| \| 21. März 1999 – 18. April 1999 5 Wochen \| 5 \| Britney Spears \| … Baby One More Time Martin Karl Sandberg \| – \| \| 19. April 1999 – 2. Mai 1999 2 Wochen \| 2 \| Blå Øjne \| Dig & Mig \| – \| \| 3. Mai 1999 – 27. Juni 1999 8 Wochen \| 8 \| Diverse Interpreten \| Selv en dråbe \| – \| \| 26. Juni 1999 – 4. Juli 1999 2 Wochen \| 2 \| A*Teens \| Mamma Mia Benny Goran Bror Andersson, Björn K. Ulvaeus \| – \| \| 5. Juli 1999 – 11. Juli 1999 1 Woche \| 1 \| Ann Lee \| 2 Times Alfredo Larry Pignagnoli, Daniella Galli, Paul Sears, Annerley Gordon \| – \| \| 12. Juli 1999 – 22. August 1999 6 Wochen \| 6 \| Lou Bega \| Mambo No. 5 (A Little Bit Of …) Musik: Dámaso Pérez Prado; zusätzlicher Text: Christian Pletschacher, David Lubega \| – \| \| 23. August 1999 – 2. November 1999 10 Wochen \| 10 \| Eiffel 65 \| Blue (Da Ba Dee) Musik: Maurizio Lobina, Gianfranco Randone; Text: Massimo Gabutti, Maurizio Lobina \| – \| \| 3. November 1999 – 10. November 1999 1 Woche \| 1 \| Christina Aguilera \| Genie in a Bottle Pamela Eileen Sheyne, David Martin Frank, Steve Kipner \| – \| \| 11. November 1999 – 15. Dezember 1999 5 Wochen \| 5 \| Hampenberg \| Grab That Thing \| – \| \| 16. Dezember 1999 – 7. Januar 2000 3 Wochen \| 3 \| Daniel \| Love Will Keep Us Together \| – \| |                                        |                                        | |                           |
| ← 1998 |                                        |                                        | | → 2000 →                  |
| Zeitraum | Wo. ges.                               | Interpret                              | Titel Autor(en) | Zusätzliche Informationen |
| (Zeitraum, Wochen auf Platz eins, Interpret, Titel, Autor[en], zusätzliche Informationen) |                                        |                                        | |                           |
| 10. November 1998 – 17. Januar 1999 10 Wochen | 10                                     | Cher                                   | Believe Brian Thomas Higgins, Paul Michael Barry, Steve Torch                                                      | –                         |
| 18. Januar 1999 – 20. März 1999 8 Wochen | 8                                      | Blå Øjne                               | Romeo | –                         |
| 21. März 1999 – 18. April 1999 5 Wochen | 5                                      | Britney Spears                         | … Baby One More Time Martin Karl Sandberg                                                                          | –                         |
| 19. April 1999 – 2. Mai 1999 2 Wochen | 2                                      | Blå Øjne                               | Dig & Mig | –                         |
| 3. Mai 1999 – 27. Juni 1999 8 Wochen | 8                                      | Diverse Interpreten                    | Selv en dråbe | –                         |
| 26. Juni 1999 – 4. Juli 1999 2 Wochen | 2                                      | A*Teens                                | Mamma Mia Benny Goran Bror Andersson, Björn K. Ulvaeus                                                             | –                         |
| 5. Juli 1999 – 11. Juli 1999 1 Woche | 1                                      | Ann Lee                                | 2 Times Alfredo Larry Pignagnoli, Daniella Galli, Paul Sears, Annerley Gordon                                      | –                         |
| 12. Juli 1999 – 22. August 1999 6 Wochen | 6                                      | Lou Bega                               | Mambo No. 5 (A Little Bit Of …) Musik: Dámaso Pérez Prado; zusätzlicher Text: Christian Pletschacher, David Lubega | –                         |
| 23. August 1999 – 2. November 1999 10 Wochen | 10                                     | Eiffel 65                              | Blue (Da Ba Dee) Musik: Maurizio Lobina, Gianfranco Randone; Text: Massimo Gabutti, Maurizio Lobina                | –                         |
| 3. November 1999 – 10. November 1999 1 Woche | 1                                      | Christina Aguilera                     | Genie in a Bottle Pamela Eileen Sheyne, David Martin Frank, Steve Kipner                                           | –                         |
| 11. November 1999 – 15. Dezember 1999 5 Wochen | 5                                      | Hampenberg                             | Grab That Thing | –                         |
| 16. Dezember 1999 – 7. Januar 2000 3 Wochen | 3                                      | Daniel                                 | Love Will Keep Us Together                                                                                         | –                         |